# Пригоди Фелікса
«Пригоди Фелікса» (фр. Drôle de Félix) — французька драматична комедія, знята в жанрі дорожного фільму у 2000 році режисерами Олів'є Дюкастелем і Жаком Мартіно. Прем'єра стрічки відбулася у лютому 2000 року на 50-му Берлінському міжнародному кінофестивалі, де вона здобула Приз журі та Приз журі читачів часопису Siegessäule премії «Тедді» .

## Сюжет
У центрі сюжету фільму Фелікс — молодий гей арабського походження, який щойно втратив роботу. З Дьєпа він вирушає в подорож до Марселя, щоб знайти свого батька, якого він ніколи раніше не бачив. З собою в дорогу хлопець бере лише маленьку аптечку з ліками проти ВІЛ-інфекції і повітряного  змія веселкового кольору. По дорозі Фелікс зустрічає різних людей: літню жінку, яка пропонує йому притулок у своєму домі, молодого чоловіка, з яким у хлопця були сексуальні стосунки, матір трьох дітей і літнього рибалку. У фільмі всі ці персонажі іменуються, як «бабуся», «брат», «двоюрідний брат» тощо. Таким чином Фелікс будує сім'ю, якої він дуже потребує. Наприкінці одіссеї до хлопця приходить нове розуміння життя. І навіть не важливо, чи був чоловік, якого він зустрів у фіналі цієї історії, його справжнім батьком. Фелікс вирушає в нову романтичну подорож до Тунісу зі своїм бойфрендом.

## У ролях
| Самі Буажила      | ···· | Фелікс               |
| Паташу            | ···· | Матильда             |
| Аріана Аскарід    | ···· | Ізабель              |
| П'єр-Лу Ражо      | ···· | Данієль              |
| Моріс Бенішу      | ···· | рибалка              |
| Дідьє Мах'ю       | ···· | друг                 |
| Клементе Дюпре    | ···· | підліток в авто      |
| Ліза Гез          | ···· | дівчинка             |
| Вірджинія Бланк   | ···· | Луїза                |
| Жильбер Барба     | ···· | водій під час аварії |
| Брахім Ель Амрані | ···· | поліцейський         |

## Визнання
| Нагороди та номінації фільму «Пригоди Фелікса» | Нагороди та номінації фільму «Пригоди Фелікса»    | Нагороди та номінації фільму «Пригоди Фелікса»       | Нагороди та номінації фільму «Пригоди Фелікса» | Нагороди та номінації фільму «Пригоди Фелікса» | Нагороди та номінації фільму «Пригоди Фелікса» |
| Рік                                            | Кінофестиваль/кінопремія                          | Категорія/нагорода                                   | Номінант                                       | Результат                                      |                                                |
| ---------------------------------------------- | ------------------------------------------------- | ---------------------------------------------------- | ---------------------------------------------- | ---------------------------------------------- | ---------------------------------------------- |
| 2000                                           | 50-й Берлінський міжнародний кінофестиваль        | Премія «Тедді» — Приз читачів часопису Siegessäule   | Пригоди Фелікса                                | Перемога                                       |                                                |
| 2000                                           | 50-й Берлінський міжнародний кінофестиваль        | Премія «Тедді» — Приз журі                           | Пригоди Фелікса                                | Перемога                                       |                                                |
| 2000                                           | ЛГБТ-фестиваль кіно і відео «Навиворіт» у Торонто | Приз глядацьких симпатій — Найкращий фільм або відео | Пригоди Фелікса                                | Перемога                                       |                                                |
| 2000                                           | Паризький кінофестиваль                           | Гран-прі                                             | Пригоди Фелікса                                | Номінація                                      |                                                |
| 2001                                           | Кінофестиваль у Кабурі                            | «Золотий Сван» найкращому молодому актору            | Самі Буажила                                   | Перемога                                       |                                                |
| 2001                                           | Міланський ЛГБТ-кінофестиваль                     | Найкращий фільм                                      | Пригоди Фелікса                                | Перемога                                       |                                                |